# Nikon Coolpix L120
La Nikon Coolpix L120 è una fotocamera non-SLR prodotta dalla Nikon, che fa parte della serie Nikon Coolpix.

## Caratteristiche tecniche
La Coolpix L120 ha un sensore di 14,1 milioni di pixel. Ha la possibilità di fare filmati in HD (720p) e ha un obbiettivo Nikkor di zoom 21x. Pesa circa 431 grammi e ha una memoria interna di circa 102 MB, espandibile con card di memoria SD/SDHC/SDXC/UHSC.